# Casa de Lorena
A Casa de Lorena (em francês:  Maison de Lorraine, em alemão:  Haus von Lothringen) é uma dinastia nobre europeia que tem as suas origem no século XI. O nome de Lorena foi adoptado quando o Sacro-Imperador Henrique III nomeou Duque de Lorena Adalberto e, logo depois, o seu irmão Gerardo da Alsácia, pertencentes à família dos condes de Metz.

## Casa de Ardenas-Metz
No século X os Condes de Metz governavam uma série de senhorios nas regiões da Alsácia e Lorena. Em 1047 o imperador Henrique III outorgou o ducado da Alta Lorena a Adalberto de Metz que vem a falecer no ano seguinte, pelo que o imperador nomeia o seu irmão Gerardo I, cujos descendentes se vão sucedendo, geração após geração, até à morte do duque Carlos II da Lorena, em 1431, o último membro masculino da Casa da Alsácia.

## Casas de Vaudémont e Guise
Em 1431 o ducado passou para a filha do anterior duque, Isabel da Lorena casada com Renato de Anjou, cuja descendência governou a Lorena até 1473.
Com a extinção, em linha masculina, dos Anjou, a Lorena reverteu para a Casa de Vaudémont, um ramo cadete da Casa de Lorena, na pessoa de Renato II, que veio a agregar aos seus títulos o de Duque de Bar. A dinastia fortaleceu-se a partir do século XV, depois da vitória na Batalha de Nancy (1477) onde Renato II venceu o duque de Borgonha Carlos, o Temerário.
As Guerras religiosas em França assistiram ao crescimento de um ramo cadete da Casa de Lorena, a Casa de Guise, que se instalara em França, e se convertera numa força dominante na política francesa, a ponto de, durante os últimos anos do reinado de Henrique III de França, ter estado próximo da sucessão ao trono de França. Os Guise estabeleceram importantes alianças como é o caso de Maria de Guise, que foi mãe de Maria Stuart, Rainha da Escócia.
Enquanto o ramo principal desta Casa governava os ducados independentes de Lorena e de Bar, diversos ramos cadetes, para além dos Guise, constituíram-se na vizinha França: os Duques de Mercœur, os Duques de Aumale, os Duques de Elbeuf e os Condes de Harcourt.
Mas as ambições imperialistas de Luis XIV forçaram os duques a uma aliança permanente com os seus inimigos, os Sacro-Imperadores da Casa de Habsburgo. Assim, em 1736, o duque Francisco III da Lorena casa com Maria Teresa de Áustria, casamento que deu origem à Casa de Habsburgo-Lorena.

## Casa de Habsburgo–Lorena

Brasão de armas da Casa de Habsburgo-Lorena. No escudo aparecem as armas originais dos Habsburgo (esquerda) e dos Lorena (direita) separados pelas cores do Arquiducado da Áustria.

Dado que nem o imperador José I nem o imperador Carlos VI produziram descendência masculina, a Pragmática Sanção de 1713 atribuíu a sucessão do trono a Maria Teresa da Áustria, filha de Carlos VI.
Em 1736 o imperador determinou o casamento de sua filha e herdeira com Francisco III da Lorena, que entregava à França os seus ducados soberanos da Lorena e de Bar, sendo compensado com o Grão-Ducado da Toscana e com o Ducado de Teschen, dado pelo Imperador.
Ao morrer Carlos VI, em 1740, o património dos Habsburgo passou para Maria Teresa e Francisco que, em 1745, foi eleito Sacro-Imperador com Francisco I. A dinastia dos Habsburgo-Lorena controlou os domínios dos Habsburgo, incluindo o Império da Áustria, o Reino da Hungria e o Reino da Boêmia.
Os Habsburgo-Lorena governaram ainda diversos estados italianos, como o Reino Lombardo-Veneziano, o Grão-Ducado da Toscana (até 1860), o Ducado de Módena (até 1859) e o Ducado de Parma (até 1847).
Um dos seus membros, Arquiduque Maximiliano da Áustria, foi Imperador do México (1863–67).

## Árvore genealógica
Ramos Cadetes da Casa de Lorena
|  |  | Renato II (René II) [1451-1508] D. da Lorena 1473 D. de Bar 1483 |                                                           |                                                           |                                                           |                                                           |                                                           |  |  |                                                                        |                                                                        |                                                                        |                                                                        |                                                                        |                                                                        |  |  |                                                 |                                                 |                                                 |                                                 |                                                 |                                                 |  |  |                                   |                                   |                                   |                                   |                                   |                                   |  |  |                                 |                                 |                                 |                                 |                                 |                                 |  |  |                                              |                                              |                                              |                                              |                                              |                                              |  |  |                                                   |                                                   |                                                   |                                                   |                                                   |                                                   |  |  |                                  |                                  |                                  |                                  |                                  |                                  |  |  |  |  |  |  |  |  |  |  |  |  |  |  |  |  |  |  |  |  |  |  |  |  |  |  |  |  |  |  |  |  |
|  |  |                                                                  |                                                           |                                                           |                                                           |                                                           |                                                           |  |  |                                                                        |                                                                        |                                                                        |                                                                        |                                                                        |                                                                        |  |  |                                                 |                                                 |                                                 |                                                 |                                                 |                                                 |  |  |                                   |                                   |                                   |                                   |                                   |                                   |  |  |                                 |                                 |                                 |                                 |                                 |                                 |  |  |                                              |                                              |                                              |                                              |                                              |                                              |  |  |                                                   |                                                   |                                                   |                                                   |                                                   |                                                   |  |  |                                  |                                  |                                  |                                  |                                  |                                  |  |  |  |  |  |  |  |  |  |  |  |  |  |  |  |  |  |  |  |  |  |  |  |  |  |  |  |  |  |  |  |  |
|  |  |                                                                  |                                                           |                                                           |                                                           |                                                           |                                                           |  |  |                                                                        |                                                                        |                                                                        |                                                                        |                                                                        |                                                                        |  |  |                                                 |                                                 |                                                 |                                                 |                                                 |                                                 |  |  |                                   |                                   |                                   |                                   |                                   |                                   |  |  |                                 |                                 |                                 |                                 |                                 |                                 |  |  |                                              |                                              |                                              |                                              |                                              |                                              |  |  |                                                   |                                                   |                                                   |                                                   |                                                   |                                                   |  |  |                                  |                                  |                                  |                                  |                                  |                                  |  |  |  |  |  |  |  |  |  |  |  |  |  |  |  |  |  |  |  |  |  |  |  |  |  |  |  |  |  |  |  |  |
|  |  | António I (Antoine I) [1489-1544] D. da Lorena e Bar 1508        | António I (Antoine I) [1489-1544] D. da Lorena e Bar 1508 | António I (Antoine I) [1489-1544] D. da Lorena e Bar 1508 | António I (Antoine I) [1489-1544] D. da Lorena e Bar 1508 | António I (Antoine I) [1489-1544] D. da Lorena e Bar 1508 | António I (Antoine I) [1489-1544] D. da Lorena e Bar 1508 |  |  |                                                                        |                                                                        |                                                                        |                                                                        |                                                                        |                                                                        |  |  | Cláudio (Claude I) [1496-1550] D. de Guise 1528 | Cláudio (Claude I) [1496-1550] D. de Guise 1528 | Cláudio (Claude I) [1496-1550] D. de Guise 1528 | Cláudio (Claude I) [1496-1550] D. de Guise 1528 | Cláudio (Claude I) [1496-1550] D. de Guise 1528 | Cláudio (Claude I) [1496-1550] D. de Guise 1528 |  |  |                                   |                                   |                                   |                                   |                                   |                                   |  |  |                                 |                                 |                                 |                                 |                                 |                                 |  |  |                                              |                                              |                                              |                                              |                                              |                                              |  |  |                                                   |                                                   |                                                   |                                                   |                                                   |                                                   |  |  |                                  |                                  |                                  |                                  |                                  |                                  |  |  |  |  |  |  |  |  |  |  |  |  |  |  |  |  |  |  |  |  |  |  |  |  |  |  |  |  |  |  |  |  |
|  |  | António I (Antoine I) [1489-1544] D. da Lorena e Bar 1508        | António I (Antoine I) [1489-1544] D. da Lorena e Bar 1508 | António I (Antoine I) [1489-1544] D. da Lorena e Bar 1508 | António I (Antoine I) [1489-1544] D. da Lorena e Bar 1508 | António I (Antoine I) [1489-1544] D. da Lorena e Bar 1508 | António I (Antoine I) [1489-1544] D. da Lorena e Bar 1508 |  |  |                                                                        |                                                                        |                                                                        |                                                                        |                                                                        |                                                                        |  |  | Cláudio (Claude I) [1496-1550] D. de Guise 1528 | Cláudio (Claude I) [1496-1550] D. de Guise 1528 | Cláudio (Claude I) [1496-1550] D. de Guise 1528 | Cláudio (Claude I) [1496-1550] D. de Guise 1528 | Cláudio (Claude I) [1496-1550] D. de Guise 1528 | Cláudio (Claude I) [1496-1550] D. de Guise 1528 |  |  |                                   |                                   |                                   |                                   |                                   |                                   |  |  |                                 |                                 |                                 |                                 |                                 |                                 |  |  |                                              |                                              |                                              |                                              |                                              |                                              |  |  |                                                   |                                                   |                                                   |                                                   |                                                   |                                                   |  |  |                                  |                                  |                                  |                                  |                                  |                                  |  |  |  |  |  |  |  |  |  |  |  |  |  |  |  |  |  |  |  |  |  |  |  |  |  |  |  |  |  |  |  |  |
|  |  |                                                                  |                                                           |                                                           |                                                           |                                                           |                                                           |  |  |                                                                        |                                                                        |                                                                        |                                                                        |                                                                        |                                                                        |  |  |                                                 |                                                 |                                                 |                                                 |                                                 |                                                 |  |  |                                   |                                   |                                   |                                   |                                   |                                   |  |  |                                 |                                 |                                 |                                 |                                 |                                 |  |  |                                              |                                              |                                              |                                              |                                              |                                              |  |  |                                                   |                                                   |                                                   |                                                   |                                                   |                                                   |  |  |                                  |                                  |                                  |                                  |                                  |                                  |  |  |  |  |  |  |  |  |  |  |  |  |  |  |  |  |  |  |  |  |  |  |  |  |  |  |  |  |  |  |  |  |
|  |  | Francisco I (François I) [1517-1545] D. de Lorena e Bar          | Francisco I (François I) [1517-1545] D. de Lorena e Bar   | Francisco I (François I) [1517-1545] D. de Lorena e Bar   | Francisco I (François I) [1517-1545] D. de Lorena e Bar   | Francisco I (François I) [1517-1545] D. de Lorena e Bar   | Francisco I (François I) [1517-1545] D. de Lorena e Bar   |  |  | Nicolau (Nicholas) [1524-1577] P. de Mercoeur 1563 D. de Mercoeur 1565 | Nicolau (Nicholas) [1524-1577] P. de Mercoeur 1563 D. de Mercoeur 1565 | Nicolau (Nicholas) [1524-1577] P. de Mercoeur 1563 D. de Mercoeur 1565 | Nicolau (Nicholas) [1524-1577] P. de Mercoeur 1563 D. de Mercoeur 1565 | Nicolau (Nicholas) [1524-1577] P. de Mercoeur 1563 D. de Mercoeur 1565 | Nicolau (Nicholas) [1524-1577] P. de Mercoeur 1563 D. de Mercoeur 1565 |  |  | Francisco (François) [1519-1563] D. de Guise    | Francisco (François) [1519-1563] D. de Guise    | Francisco (François) [1519-1563] D. de Guise    | Francisco (François) [1519-1563] D. de Guise    | Francisco (François) [1519-1563] D. de Guise    | Francisco (François) [1519-1563] D. de Guise    |  |  |                                   |                                   |                                   |                                   |                                   |                                   |  |  |                                 |                                 |                                 |                                 |                                 |                                 |  |  | Cláudio II (Claude) [1526-1573] D. de Aumale | Cláudio II (Claude) [1526-1573] D. de Aumale | Cláudio II (Claude) [1526-1573] D. de Aumale | Cláudio II (Claude) [1526-1573] D. de Aumale | Cláudio II (Claude) [1526-1573] D. de Aumale | Cláudio II (Claude) [1526-1573] D. de Aumale |  |  | Renato II (René II) [1536-1566] M. de Elbeuf 1554 | Renato II (René II) [1536-1566] M. de Elbeuf 1554 | Renato II (René II) [1536-1566] M. de Elbeuf 1554 | Renato II (René II) [1536-1566] M. de Elbeuf 1554 | Renato II (René II) [1536-1566] M. de Elbeuf 1554 | Renato II (René II) [1536-1566] M. de Elbeuf 1554 |  |  |                                  |                                  |                                  |                                  |                                  |                                  |  |  |  |  |  |  |  |  |  |  |  |  |  |  |  |  |  |  |  |  |  |  |  |  |  |  |  |  |  |  |  |  |
|  |  | Francisco I (François I) [1517-1545] D. de Lorena e Bar          | Francisco I (François I) [1517-1545] D. de Lorena e Bar   | Francisco I (François I) [1517-1545] D. de Lorena e Bar   | Francisco I (François I) [1517-1545] D. de Lorena e Bar   | Francisco I (François I) [1517-1545] D. de Lorena e Bar   | Francisco I (François I) [1517-1545] D. de Lorena e Bar   |  |  | Nicolau (Nicholas) [1524-1577] P. de Mercoeur 1563 D. de Mercoeur 1565 | Nicolau (Nicholas) [1524-1577] P. de Mercoeur 1563 D. de Mercoeur 1565 | Nicolau (Nicholas) [1524-1577] P. de Mercoeur 1563 D. de Mercoeur 1565 | Nicolau (Nicholas) [1524-1577] P. de Mercoeur 1563 D. de Mercoeur 1565 | Nicolau (Nicholas) [1524-1577] P. de Mercoeur 1563 D. de Mercoeur 1565 | Nicolau (Nicholas) [1524-1577] P. de Mercoeur 1563 D. de Mercoeur 1565 |  |  | Francisco (François) [1519-1563] D. de Guise    | Francisco (François) [1519-1563] D. de Guise    | Francisco (François) [1519-1563] D. de Guise    | Francisco (François) [1519-1563] D. de Guise    | Francisco (François) [1519-1563] D. de Guise    | Francisco (François) [1519-1563] D. de Guise    |  |  |                                   |                                   |                                   |                                   |                                   |                                   |  |  |                                 |                                 |                                 |                                 |                                 |                                 |  |  | Cláudio II (Claude) [1526-1573] D. de Aumale | Cláudio II (Claude) [1526-1573] D. de Aumale | Cláudio II (Claude) [1526-1573] D. de Aumale | Cláudio II (Claude) [1526-1573] D. de Aumale | Cláudio II (Claude) [1526-1573] D. de Aumale | Cláudio II (Claude) [1526-1573] D. de Aumale |  |  | Renato II (René II) [1536-1566] M. de Elbeuf 1554 | Renato II (René II) [1536-1566] M. de Elbeuf 1554 | Renato II (René II) [1536-1566] M. de Elbeuf 1554 | Renato II (René II) [1536-1566] M. de Elbeuf 1554 | Renato II (René II) [1536-1566] M. de Elbeuf 1554 | Renato II (René II) [1536-1566] M. de Elbeuf 1554 |  |  |                                  |                                  |                                  |                                  |                                  |                                  |  |  |  |  |  |  |  |  |  |  |  |  |  |  |  |  |  |  |  |  |  |  |  |  |  |  |  |  |  |  |  |  |
|  |  |                                                                  |                                                           |                                                           |                                                           |                                                           |                                                           |  |  |                                                                        |                                                                        |                                                                        |                                                                        |                                                                        |                                                                        |  |  |                                                 |                                                 |                                                 |                                                 |                                                 |                                                 |  |  |                                   |                                   |                                   |                                   |                                   |                                   |  |  |                                 |                                 |                                 |                                 |                                 |                                 |  |  |                                              |                                              |                                              |                                              |                                              |                                              |  |  |                                                   |                                                   |                                                   |                                                   |                                                   |                                                   |  |  |                                  |                                  |                                  |                                  |                                  |                                  |  |  |  |  |  |  |  |  |  |  |  |  |  |  |  |  |  |  |  |  |  |  |  |  |  |  |  |  |  |  |  |  |
|  |  |                                                                  |                                                           |                                                           |                                                           |                                                           |                                                           |  |  |                                                                        |                                                                        |                                                                        |                                                                        |                                                                        |                                                                        |  |  |                                                 |                                                 |                                                 |                                                 |                                                 |                                                 |  |  |                                   |                                   |                                   |                                   |                                   |                                   |  |  |                                 |                                 |                                 |                                 |                                 |                                 |  |  |                                              |                                              |                                              |                                              |                                              |                                              |  |  |                                                   |                                                   |                                                   |                                                   |                                                   |                                                   |  |  |                                  |                                  |                                  |                                  |                                  |                                  |  |  |  |  |  |  |  |  |  |  |  |  |  |  |  |  |  |  |  |  |  |  |  |  |  |  |  |  |  |  |  |  |
|  |  |                                                                  |                                                           |                                                           |                                                           |                                                           |                                                           |  |  |                                                                        |                                                                        |                                                                        |                                                                        |                                                                        |                                                                        |  |  |                                                 |                                                 |                                                 |                                                 |                                                 |                                                 |  |  |                                   |                                   |                                   |                                   |                                   |                                   |  |  |                                 |                                 |                                 |                                 |                                 |                                 |  |  |                                              |                                              |                                              |                                              |                                              |                                              |  |  |                                                   |                                                   |                                                   |                                                   |                                                   |                                                   |  |  |                                  |                                  |                                  |                                  |                                  |                                  |  |  |  |  |  |  |  |  |  |  |  |  |  |  |  |  |  |  |  |  |  |  |  |  |  |  |  |  |  |  |  |  |
|  |  |                                                                  |                                                           |                                                           |                                                           |                                                           |                                                           |  |  |                                                                        |                                                                        |                                                                        |                                                                        |                                                                        |                                                                        |  |  |                                                 |                                                 |                                                 |                                                 |                                                 |                                                 |  |  |                                   |                                   |                                   |                                   |                                   |                                   |  |  |                                 |                                 |                                 |                                 |                                 |                                 |  |  |                                              |                                              |                                              |                                              |                                              |                                              |  |  |                                                   |                                                   |                                                   |                                                   |                                                   |                                                   |  |  |                                  |                                  |                                  |                                  |                                  |                                  |  |  |  |  |  |  |  |  |  |  |  |  |  |  |  |  |  |  |  |  |  |  |  |  |  |  |  |  |  |  |  |  |
|  |  |                                                                  |                                                           |                                                           |                                                           |                                                           |                                                           |  |  |                                                                        |                                                                        |                                                                        |                                                                        |                                                                        |                                                                        |  |  |                                                 |                                                 |                                                 |                                                 |                                                 |                                                 |  |  |                                   |                                   |                                   |                                   |                                   |                                   |  |  |                                 |                                 |                                 |                                 |                                 |                                 |  |  |                                              |                                              |                                              |                                              |                                              |                                              |  |  |                                                   |                                                   |                                                   |                                                   |                                                   |                                                   |  |  |                                  |                                  |                                  |                                  |                                  |                                  |  |  |  |  |  |  |  |  |  |  |  |  |  |  |  |  |  |  |  |  |  |  |  |  |  |  |  |  |  |  |  |  |
|  |  | D. de Lorena depois Habsburgo-Lorena                             | D. de Lorena depois Habsburgo-Lorena                      | D. de Lorena depois Habsburgo-Lorena                      | D. de Lorena depois Habsburgo-Lorena                      | D. de Lorena depois Habsburgo-Lorena                      | D. de Lorena depois Habsburgo-Lorena                      |  |  | D. de Mercoeur ramo extinto 1602                                       | D. de Mercoeur ramo extinto 1602                                       | D. de Mercoeur ramo extinto 1602                                       | D. de Mercoeur ramo extinto 1602                                       | D. de Mercoeur ramo extinto 1602                                       | D. de Mercoeur ramo extinto 1602                                       |  |  | D. de Guise ramo extinto 1675                   | D. de Guise ramo extinto 1675                   | D. de Guise ramo extinto 1675                   | D. de Guise ramo extinto 1675                   | D. de Guise ramo extinto 1675                   | D. de Guise ramo extinto 1675                   |  |  | D. de Chevreuse ramo extinto 1657 | D. de Chevreuse ramo extinto 1657 | D. de Chevreuse ramo extinto 1657 | D. de Chevreuse ramo extinto 1657 | D. de Chevreuse ramo extinto 1657 | D. de Chevreuse ramo extinto 1657 |  |  | D. de Mayenne ramo extinto 1621 | D. de Mayenne ramo extinto 1621 | D. de Mayenne ramo extinto 1621 | D. de Mayenne ramo extinto 1621 | D. de Mayenne ramo extinto 1621 | D. de Mayenne ramo extinto 1621 |  |  | D. de Aumale ramo extinto 1631               | D. de Aumale ramo extinto 1631               | D. de Aumale ramo extinto 1631               | D. de Aumale ramo extinto 1631               | D. de Aumale ramo extinto 1631               | D. de Aumale ramo extinto 1631               |  |  | D. de Elbeuf ramo extinto 1825                    | D. de Elbeuf ramo extinto 1825                    | D. de Elbeuf ramo extinto 1825                    | D. de Elbeuf ramo extinto 1825                    | D. de Elbeuf ramo extinto 1825                    | D. de Elbeuf ramo extinto 1825                    |  |  | C. de Harcourt ramo extinto 1747 | C. de Harcourt ramo extinto 1747 | C. de Harcourt ramo extinto 1747 | C. de Harcourt ramo extinto 1747 | C. de Harcourt ramo extinto 1747 | C. de Harcourt ramo extinto 1747 |  |  |  |  |  |  |  |  |  |  |  |  |  |  |  |  |  |  |  |  |  |  |  |  |  |  |  |  |  |  |  |  |

Legenda :

P. = Príncipe

D. = Duque

M. = Marquês

C. = Conde

nota: data indicada é a de extinção da linha masculina